# Le canzoni degli anni 20
Le canzoni degli anni 20 è un album della cantante italiana Nilla Pizzi, pubblicato nel 1969 dalla casa discografica Equipe.

## Descrizione
Nell'album sono presenti 12 brani degli anni 1920 rielaborati dalla cantante.

## Tracce
1. Creola
2. Cocottina
3. Nilo blu
4. Tutte le donne fanno così
5. Ninna nanna delle 12 mamme
6. Tango della malavita
7. Nannì (Una gita a li castelli)
8. Tzigana
9. Le scimmiette del Brasile
10. Tango delle rose
11. Sotto il cielo delle Antille
12. Le signorine da marito